# Arjan Malić
Arjan Malić (* 28. August 2005 in Jesenice) ist ein bosnisch-slowenischer Fußballspieler.

## Karriere

### Verein
Malić begann seine Karriere bei der SV Ried. In Ried durchlief er ab der Saison 2019/20 auch sämtliche Altersstufen in der Akademie. Im März 2023 spielte er erstmals für die Amateure der Oberösterreicher in der Regionalliga. Bis zum Ende der Saison 2022/23 kam er zu 13 Regionalligaeinsätzen für das Team. Zur Saison 2023/24 rückte er in den Profikader des Zweitligisten.
Sein Debüt in der 2. Liga gab er im Juli 2023, als er am ersten Spieltag jener Saison gegen den Floridsdorfer AC in der Startelf stand. Für Ried kam er bis Saisonende zu 29 Zweitligaeinsätzen. Zur Saison 2024/25 wechselte Malić zum amtierenden Meister SK Sturm Graz.

### Nationalmannschaft
Malić debütierte im Mai 2023 für die slowenische U-18-Auswahl. Zwischen September 2023 und März 2024 lief er achtmal im U-19-Team auf. 
Anschließend wechselte Malić aber den Verband und debütierte im November 2024 für die bosnische U-21-Mannschaft. Im März 2025 gab er in der WM-Qualifikation gegen Rumänien sein Debüt im A-Nationalteam.

## Erfolge
- Österreichischer Meister: 2025